# قشلاق تشتمة غلام (مقاطعة بيله سوار)
قشلاق تشتمة غلام (بالفارسية: قشلاق چتمه غلام) هي منطقة سكنية تقع في إيران في أردبيل. يقدر عدد سكانها بـ 19 نسمة .